# Jacek Andrzej Modliński
Jacek Andrzej Modliński (ur. 1945, zm. 31 maja 2021) – polski embriolog, profesor nauk rolniczych.

## Życiorys
Był absolwentem VI Liceum Ogólnokształcącego im. Tadeusza Reytana w Warszawie (1961). W 1967 ukończył studia biologiczne na Uniwersytecie Warszawskim. W 1996 habilitował się na podstawie pracy zatytułowanej Klonowanie zarodków ssaków – wykorzystanie pierwotnych komórek zarodkowych oraz wpływ niektórych czynników jądrowo-cytoplazmatycznych na rozwój rekonstruowanych zarodków. W 2002 uzyskał tytuł profesora nauk rolniczych.
Był zatrudniony na stanowisku profesora w Instytucie Genetyki i Biotechnologii Zwierząt PAN, w którym  kierował stworzonym przez siebie Zakładem Embriologii Eksperymentalnej. Był członkiem korespondentem Towarzystwa Naukowego Warszawskiego oraz członkiem Komitetu Biologii Rozrodu Zwierząt PAN, Komitetu Biotechnologii PAN i Towarzystwa Biologii Rozrodu.
W 2015 został odznaczony Krzyżem Oficerskim Orderu Odrodzenia Polski.